# Josef Schmidhuber (Komponist)
Josef Schmidhuber (* 30. Oktober 1914 in Innsbruck; † 18. Jänner 1969 ebenda) war ein österreichischer Komponist. 

## Leben und Werk
Der Sohn des Chorregenten und Komponisten Lorenz Richard Schmidhuber studierte bei Karl Koch und Rudolf Kattnigg am Innsbrucker Konservatorium. 1934 wurde er Chordirektor im Stift Wilten. Im Zweiten Weltkrieg musste er ab 1940 Kriegsdienst leisten. Von 1945 bis 1969 war er Chordirektor an der Innsbrucker Servitenkirche. 
Schmidhuber schuf insbesondere Kirchenmusik wie Messen, Offertorien, ein Requiem und ein Tantum ergo, dazu Lieder, Orgelstücke, Tänze und Bläsermusik, darunter die Olympiafanfare für die Olympischen Winterspiele 1964.

## Auszeichnungen
- Preis der Landeshauptstadt Innsbruck für künstlerisches Schaffen, 2. Preis Vokalmusik, 1958[1]